# Пашутин, Евгений Юрьевич
Евге́ний Ю́рьевич Пашу́тин (род. 6 февраля 1969, Сочи) — советский и российский профессиональный баскетболист и тренер. Играл на позиции разыгрывающего защитника. Серебряный призёр Чемпионата мира 1994 года, Заслуженный мастер спорта России, Заслуженный тренер России. В 2019 году был введён в Зал славы Единой лиги ВТБ в качестве тренера.
Старший брат баскетболиста Захара Пашутина.

## Биография
Тренировался у Анатолия Штейнбока.

### Семья
Отец — Пашутин Юрий Захарович, мать — Пашутина Татьяна Юрьевна. Брат — Захар Пашутин. Супруга — Ирина, сын — Роман.

## Карьера игрока
Пашутин за время своей карьеры играл в семи разных командах, был игроком российской баскетбольной суперлиги.
- 1988—1991: Спартак, Ленинград
- 1991—1992: Импульс, Краснодар
- 1992—1994: Автодор, Саратов
- 1994—1995: Динамо, Москва
- 1995—1999: Автодор, Саратов
- 1999—2000: Маккаби, Раанана
- 2000—2002: УНИКС, Казань
- 2002—2003: ЦСКА

## Тренерская карьера

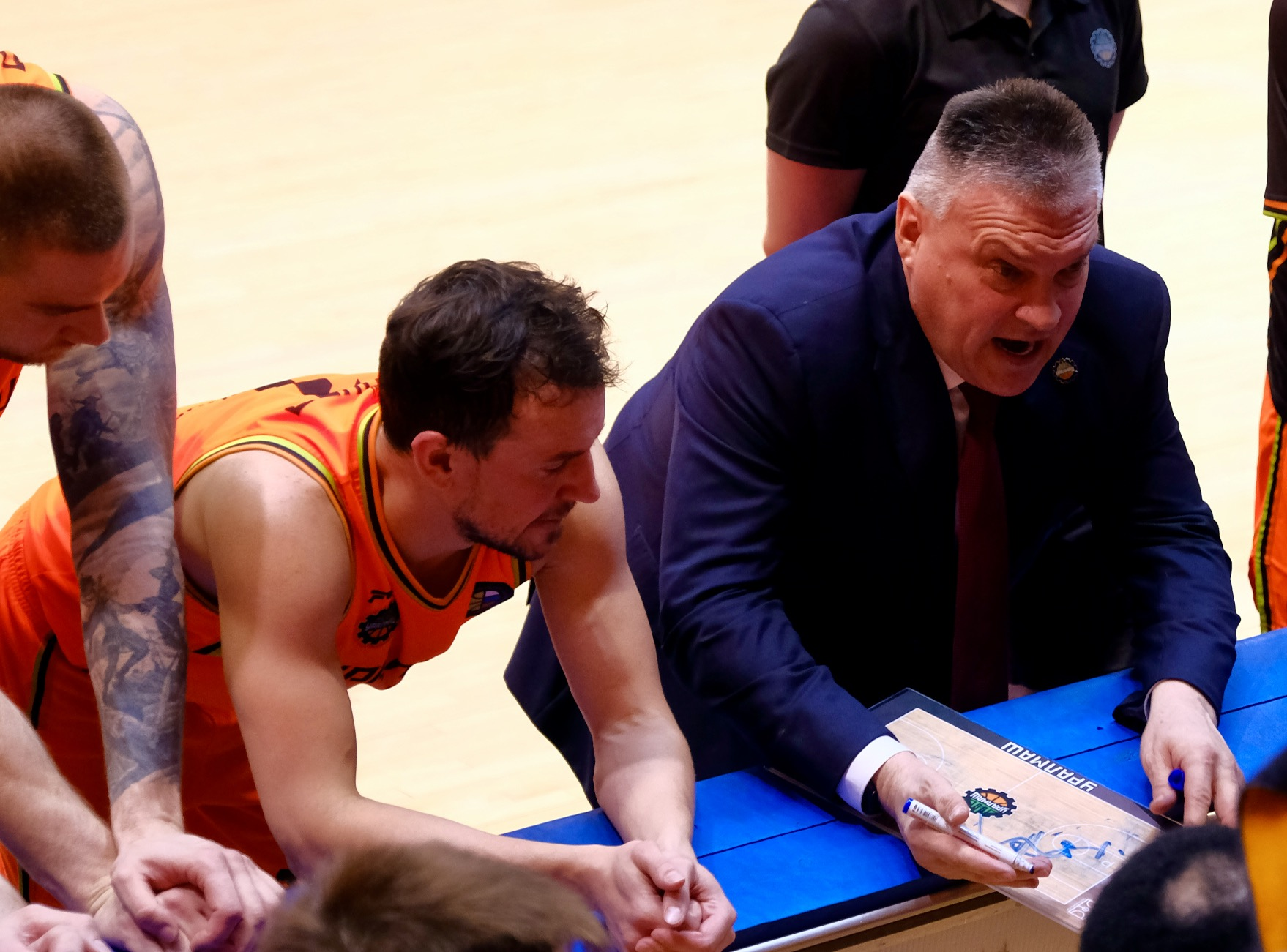
Во главе тренерского штаба Уралмаша, 2022

- 2003—2004 — юношеская команда ЦСКА
- 2004—2006 — российская сборная U-20
- 2004—2005 — помощник тренера ЦСКА Душана Ивковича
- 2005—2008 — помощник тренера ЦСКА Этторе Мессины
- 2008—2009 — главный тренер «Спартака» (СПб)
- 2009—2010 — главный тренер ЦСКА
- 2010—2012 — главный тренер УНИКСа
- 2012—2014 — главный тренер «Локомотива-Кубань»
- 2013—2015 — главный тренер сборной России (покинул пост после неудовлетворительных результатов выступления на Евробаскете-2015)
- 2014—2017 — главный тренер УНИКСа
- 2017—2018 — главный тренер «Автодора»
- 2018—2019 — главный тренер «Канту»[2]
- 2019 — главный тренер «Автодора»[3]
- 2019—2021 — главный тренер «Локомотив-Кубань»
- 2021—2022 — главный тренер «Уралмаша»
- С 2022 года — Главный тренер «Пармы»

## Достижения и награды
- Заслуженный мастер спорта России
- Заслуженный тренер России
- Серебряный призёр чемпионата мира — 1994
- Бронзовый призёр чемпионата Европы — 1997
- Чемпион России — 2003
- Серебряный призёр чемпионата России — 1994, 1995, 1997, 1998, 1999, 2001, 2002
- Бронзовый призёр чемпионата России — 1996
- Серебряный призёр чемпионата СССР — 1991
- Чемпион Европы среди молодёжных команд — 2005 (как тренер)
- Чемпион России — 2010 (как тренер)
- Чемпион Единой лиги ВТБ 2009/2010 (как тренер)
- Обладатель Кубка России 2010 (как тренер)
- Обладатель Кубка Европы — 2011, 2013 (как тренер).